# O Incrível Dr. Pol
The Incredible Dr. Pol é um reality show de televisão norte-americano do National Geographic Wild que segue o veterinário holandês Jan Pol e sua família e funcionários em sua clínica na zona rural de Weidman, Michigan. Seu trabalho, sua equipe e sua longa popularidade na TV por assinatura são vistos como uma mistura estranha.  A série estreou em 2011 e tem duas temporadas todos os anos, totalizando 20 em Janeiro de 2022 nos Estados Unidos.

## Equipe

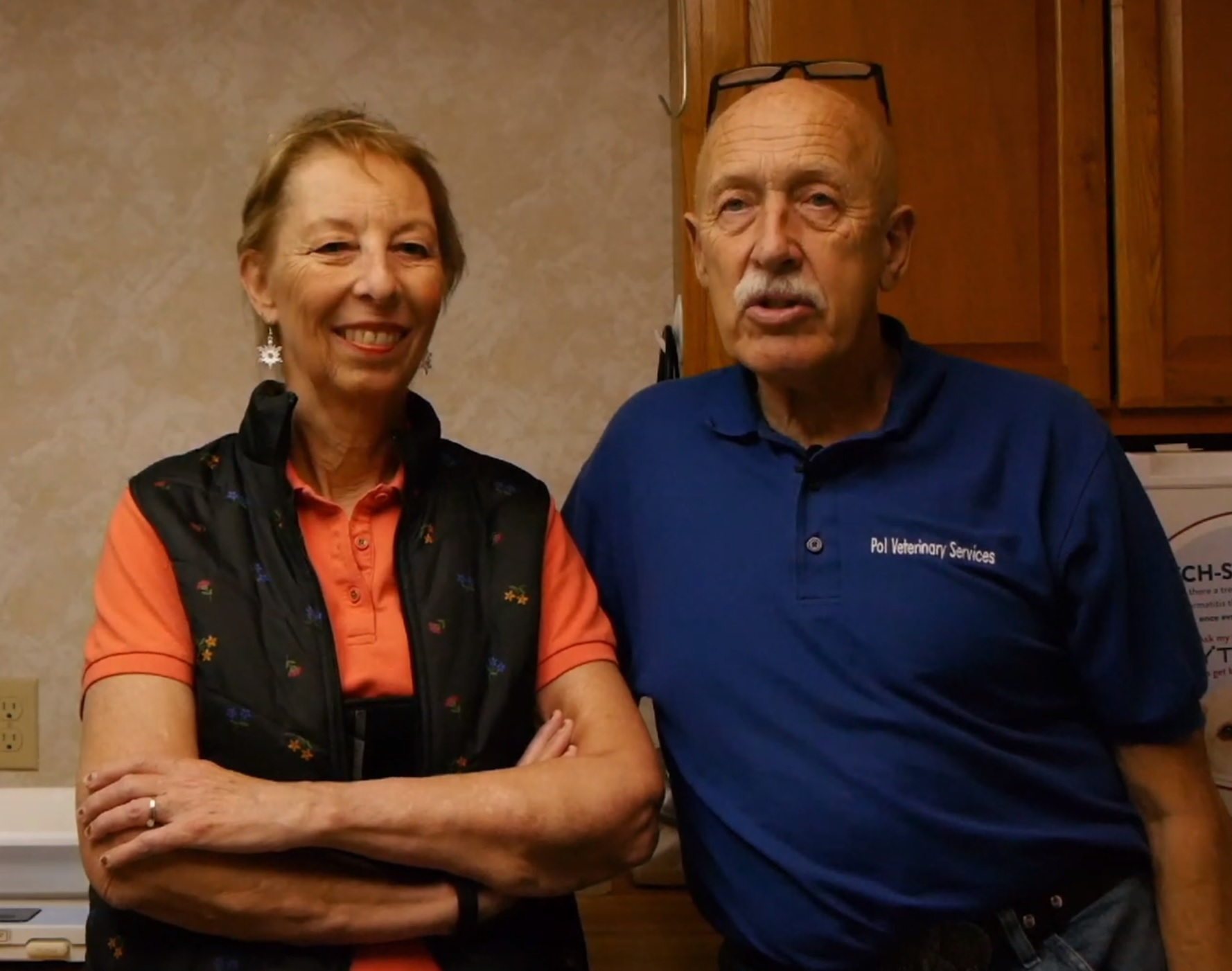
Diane e Jan Pol em 2019

- Jan Pol (nascido em 4 de setembro de 1942, em Wateren, Holanda)[5], estudou medicina veterinária na Universidade de Utrecht, graduando-se em 1970. Mudou-se com sua esposa Diane para Harbor Beach, Michigan, e lá, Pol trabalhou para um veterinário por mais de 10 anos. Eles então se mudaram para Weidman, Michigan, onde começaram sua própria clínica, Pol Veterinary Services, fora de casa em 1981.[6][7][8] Sua prática transformou de animais grandes em uma mistura com animais pequenos. Devido à indisponibilidade de hospitais de animais de atendimento de emergência nessa área rural, as mesmas compõem uma grande parte da prática.[9] Ele afirma ter atendido mais de 19.000 clientes em seus muitos anos de prática.  Pol diz que, apesar de seus anos de avanço, ele não pode se aposentar: não há veterinários entrando na brecha para cuidar de animais de criação.[10]
- Diane Pol (nascida em Mayville, Michigan, em 1943), conheceu Jan Pol quando era estudante de intercâmbio na Mayville High School em 1961. Tem um mestrado em Leitura Especial e costumava ser professora nas Escolas Primárias de Harbor Beach. Diane e Jan estão casados há mais de 50 anos.[11]
- Charles Pol (formado pela Universidade de Miami na Flórida, 2003) ,[12]  é produtor.[2][13]
- Brenda Grettenberger (nascida em 1967, Eaton Rapids, Michigan ) se formou na Faculdade de Medicina Veterinária da Michigan State University em 1992.[14]
- Emily Thomas (nascida em 1984 em Warner Robins, Geórgia ), formada pela Faculdade de Medicina Veterinária da Universidade da Geórgia em 2010, é casada e tem três filhos.[15]
- Nicole Arcy (nascida em 199? em Dearborn, Michigan), formada pela Faculdade de Medicina Veterinária da Universidade do Missouri

- Lisa Jones (Formada pela Universidade de Cornell)

- Ray Harp
- Tater Pol, O gato do escritório

## Produção

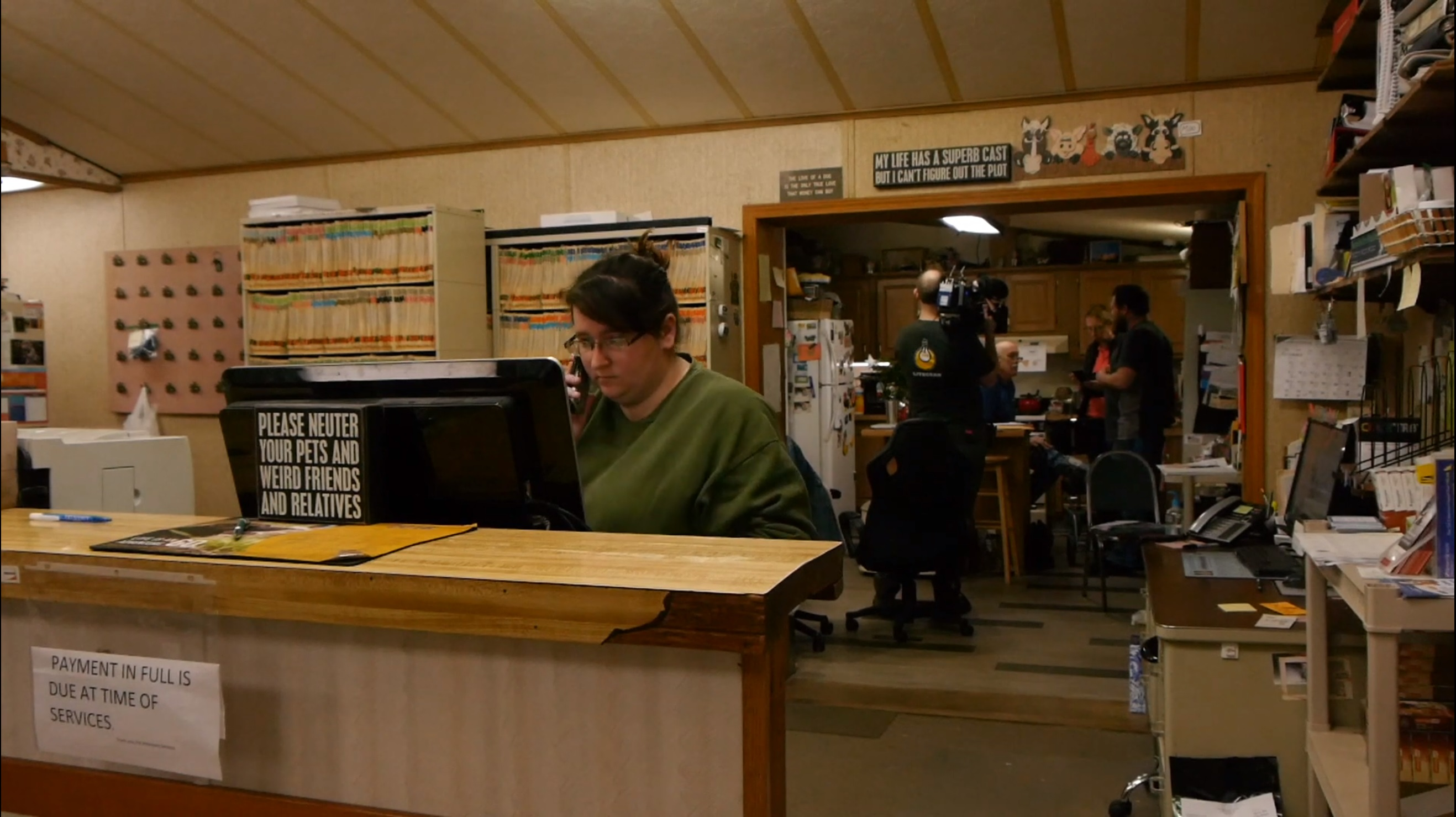
Filmando o Incrível Dr.Pol em 2019

Pol está surpreso que o programa tenha se tornado um sucesso "assistido por todos - todos os tipos de vida, todas as idades, grande show familiar, e acho que é isso que é tão fantástico".Ele acredita muito em seu filho Charles, que é o produtor da série, e que a lançou com sucesso para a National Geographic. De acordo com Pol, Charles o aconselhou: “Pai, faça seu trabalho. Isso é interessante o suficiente. Não olhe para a câmera, não faça nada pela câmera". Charles continua. "... não é roteirizado; é real"

## Reclamação do espectador e desistência legal
Em 2012, um conselho disciplinar colocou o Dr. Pol em liberdade condicional por negligência e incompetência.
De fato, suas práticas foram objeto de múltiplos processos disciplinares e seu desempenho recebeu uma recepção mista de veterinários. Outro veterinário afirma categoricamente que o programa exibe práticas veterinárias antiquadas, que remontam a mais de um quarto de século; e, assim, transmitir uma falsa impressão da profissão.
Seu tratamento com um cão, mostrado no programa, gerou uma queixa de um espectador, não do dono do animal.
Em 2013, o presidente da Câmara, Kevin Cotter, do Michigan, patrocinou o projeto de lei 5176, buscando proibir as autoridades de investigar denúncias de má conduta ou alegações "com base em informações obtidas na exibição de um programa de realidade".  Dr. Pol testemunhou a favor do projeto de lei. Foi encaminhado ao Comitê de Política de Saúde da Casa Branca em dezembro de 2013, que morreu no comitê e não foi reintroduzido.
Em março de 2015, uma audiência administrativa constatou uma violação do padrão de atendimento.
Em abril de 2015, os reguladores do governo de Michigan encontraram Pol desprezado por seu tratamento e cuidados com um Boston Terrier que foi atropelado por um carro e sofreu uma proptose ocular e uma pélvis quebrada em maio de 2011. Um subcomitê disciplinar do Conselho de Medicina Veterinária do Michigan decidiu em 26 de março multar o Dr. Pol em $ 500 e colocar sua licença em liberdade condicional por não cumprir os mínimos padrões de atendimento exigidos pelo Estado. Pol também foi condenado a concluir um curso educacional. Sua sentença foi anulada, no entanto, pelo Tribunal de Apelações de Michigan, que afirmou que "os donos do cão estavam felizes com o cuidado que ele recebeu" e chamou a decisão anterior do subcomitê de "arbitrária e caprichosa". A queixa foi feita por um espectador, mas não pelo proprietário do animal.
Em 2016, o Tribunal de Apelações reverteu e requereu, mantendo, entre outros, que não havia provas competentes de que houve uma violação do padrão de atendimento. Havia apoiadores da decisão com base em noções de devido processo elementar, incluindo imprecisão da acusação, falta de um padrão legal objetivo e claro e variação das evidências apresentadas nas acusações ocorridas. Nesse momento, um porta-voz do Mackinac Center for Public Policy opinou que os consumidores e o mercado, e não um governo ofensivo, deveriam tomar decisões de cuidados com seus animais.
No entanto, ao término de 2019, após a prisão preventiva, o Tribunal de Apelações de Michigan em outra decisão não publicada, escreveu uma opinião ampliada que afirmou as decisões mais baixas que impunham disciplina.